# Городское поселение Звенигово
Городское поселение Звенигово — муниципальное образование (городское поселение) в составе Звениговского района Марий Эл Российской Федерации.
Административный центр поселения — город Звенигово.

## География
Расположен на низком левом берегу Волги (Куйбышевское водохранилище) в зоне лесов, пристань, в 74 км (по прямой) и 93 км (по автодороге) к югу от Йошкар-Олы, в 32 км от ближайшей железнодорожной станции Шелангер.

## Население
| 2010    | 2011    | 2012    | 2013    | 2014    | 2015    | 2016    |
| ------- | ------- | ------- | ------- | ------- | ------- | ------- |
| 12 319  | ↘12 286 | ↘12 214 | ↘12 133 | ↘12 103 | ↘12 039 | ↘11 862 |
| 2017    | 2018    | 2019    | 2020    | 2021    | 2023    |         |
| ↘11 734 | ↘11 552 | ↘11 386 | ↘11 237 | ↗11 283 | ↘11 105 |         |

Таблица населения

## Состав поселения
В состав городского поселения входят 2 населённых пункта:
| № | Населённый пункт | Тип населённого пункта        | Население |
| - | ---------------- | ----------------------------- | --------- |
| 1 | Звенигово        | город, административный центр | ↘10 822   |
| 2 | Чуваш-Отары      | деревня                       | ↘283      |